# Église Saint-Jean-l'Évangéliste de Saint-Servan
Pour les articles homonymes, voir église Saint-Jean-l'Évangéliste.
L'église Saint-Jean-l'Évangéliste de Saint-Servan est un lieu de culte catholique, construit par l'architecte servannais René Blin en 1963 au no 1 boulevard Léonce-Demalvilain, quartier de Bellevue à Saint-Malo.

## Historique
En 1963 fut demandé à l'architecte René Blin de concevoir à Saint-Malo une église au plus près des habitants du quartier Bellevue. De retour d'un séjour au Sahel, en référence au prologue de l'Évangile selon Jean : « […] Il a planté sa tente au cœur de nous […] », il choisit la forme d'une tente de bédouin pour réaliser cette nouvelle église.
« L'an de grâce 1964 le 12 janvier, sa sainteté Paul VI étant Pape a été bénite par Son Éminence le Cardinal Roques, archevêque de Rennes, Dol, et Saint-Malo la première pierre de l'église Saint-Jean-L'Évangéliste. Étaient présents : Mr Huet, maire de Saint-Servan, conseiller général ; Mr Menguy, maire honoraire de Saint-Servan ; Mr le chanoine Lalinec, curé-doyen de Saint-Servan ; MMr les abbés Launay, Callo, Orhant, et Guiheux, vicaires ; Mr l'abbé Leprëtre, secrétaire de l'archevêché, Mr Blin l'architecte ; Mr Rosso, entrepreneur. »[réf. nécessaire]
Le 27 décembre 1964, l'archevêque de Rennes, Paul-Joseph-Marie Gouyon (1910-2000) bénit l'église, et son premier curé, le père Plassoux, y célèbre la première messe. L'abbé Guillot, aumônier diocésain du scoutisme, assura les commentaires de la cérémonie.

### Cinquantième anniversaire
Une cérémonie religieuse, présidée par l'évêque Nicolas Souchu, se déroula le 18 octobre 2014 pour fêter le 50e anniversaire de la construction de l'église, et l'intronisation de Patrick Gallais dans sa charge de curé de la paroisse Saint-Vincent de Paul dont dépend cette église, en présence du maire de Saint-Malo, du député, du conseiller général, des représentants de l'Association des amis du peintre Geoffroy Dauvergne et de l'Institut culturel de Bretagne, et d'une foule nombreuse de paroissiens

## Architecture
De forme triangulaire à sa base, rappelant une chasuble gothique. Elle mesure 40 mètres de long, pour une largeur de 29 mètres au départ et au chœur 11 mètres. L'entrée est protégée par un sas vitré. 
À l'origine, le côté droit de l'édifice, comprenait une verrière s'élevant du sol au faîtage de la toiture, qui déborde en avant de l'édifice, formant un auvent. Dans cet espace et le mur se trouvaient à l'origine les fonts baptismaux, reprenant ainsi la liturgie de l'église primitive, et la partie droite de la fresque. Cette partie offrait donc une protection de l'objet cultuel et de la fresque. Mal conçue, la construction métallique supportant cette verrière n'a pas résisté au temps et a du être supprimée.
La hauteur au droit de l'entrée est de 6,5 mètres et au-dessus du chœur de 15 mètres. Le sol présente une dénivellation de 0,5 mètre de l'entrée au chœur et comporte un chauffage au sol à air pulsé.
Les allées latérales sont pourvues d'un muret adossé au mur principal, sur lequel repose un chemin de croix représenté par une simple croix en fer forgé légèrement inclinée et comportant au centre de chaque croix, une autre petite croix en bois.
L'éclairage provient d'un lanterneau fixé à la toiture et formé d'éléments Solvay de 4 mètres sur 1,4 mètre soit un total de 40 mètres carrés.
Après l'enlèvement du vitrage qui protégeait les fonts baptismaux qui furent réintégrés à l'intérieur de l'église, il fut procédé, lors des travaux de 2014, à la suppression du sas de l'entrée refait à l'intérieur de l'édifice. Dans cette même tranche de travaux, il fut procédé à la pose de « pics aux pieds de la fresque afin d'éviter que des personnes s'y adossent ».

### Charpente et toiture
La toiture a la forme d'une toile de tente de bédouin avec un toit recouvert en ardoises provenant de l'ardoisière de Cô, descendant à mi-corps d'homme dans sa partie la plus basse et culminant à plus de 15 mètres, d'une épaisseur de 0,5 centimètre

### Le clocher
Détaché de l'église, le clocher a la forme d'un mât avec trois voiles de navire et comporte trois cloches, visibles de l'extérieur et sans abat-son. La première (350 kg) est nommée  Thérèse, Théophile, Marguerite, Marie ; la deuxième (250 kg) est nommée Marie, Claire, Servane, et la troisième (170 kg) est nommée  Anne, Yvonne, Thérèse.

### La crypte
Elle est située sous le chœur et peut recevoir une centaine de fidèles. On y trouve trois confessionnaux. Elle est dotée du chauffage central à air pulsé qui est relié également au presbytère. Elle comporte un Christ en bois.

### La salle paroissiale
Un grand bâtiment rectangulaire s'étend en longueur de chaque côté du chœur. La partie à gauche comprend quatre salles de 60 places chacune, ayant la possibilité de ne faire qu'une grande salle grâce à des cloisons mobiles. Le bâtiment de droite comprend le presbytère et le bureau d'accueil.

## Œuvres d'art

### Fresque
La fresque peinte en 1963 sur la façade de l'église est l'œuvre de Geoffroy Dauvergne (1922-1977), un peintre local. 
Elle mesure en hauteur 5,90 mètres au faîtage, 1,54 mètre à gauche et 0,66 mètre à droite pour une largeur de 21,55 mètres, soit de près de 100 mètres carrés. La composition assez confuse et d'un style tirant vers un post-cubisme tardif s'inscrit dans un triangle isocèle aplati. Au chapitre supérieur émerge Dieu le Père, au-dessous, Jésus, le Fils sur la Croix, puis les Saintes Femmes au pied de la Croix, à droite, Saint-Jean-l'Évangéliste représenté accompagné de L'Aigle, son attribut et, s'adressant à des représentants de différentes corporations portant les attributs de leur profession. À gauche, saint Pierre et les flammes de l'Enfer. Sur la partie droite du mur figurent Les Sacrements qui sont au nombre de sept : Le Baptême, L'Eucharistie, La Confirmation, La Pénitence et la Réconciliation, L'Extrême-onction, L'Ordination et Le Mariage. Dans ce dernier sacrement, le peintre s'est représenté en la personne du marié. Les personnages représentés sur cette fresque ont le visage des membres de la famille de l'artiste. La fresque a été restaurée en 2014.

### Sculptures
Dans le chœur, derrière l'autel, la statue en bois de Saint-Jean-l'Évangéliste est due au sculpteur Jean Fréour (1919-2010). Une Vierge à l'Enfant marchant en bois a été sculptée par Victor Feltrin (1909-1993).

## Personnel religieux
- 1964-1969 : Étienne Plassoux, curé, né à Pacé en 1908 et ordonné en 1933, sous-directeur du petit séminaire de Châteaugiron, fut recteur de Chevaigné, et depuis 1958 dirigeait la paroisse du Tremblay.
- 1969-1976 : Roger Vallée, curé. Vicaires : Jean Crouton (1969-1970), Joseph Rubeillon (1969-1973), Camille Testard (1970-1973), Pierre Couëty (1975-1976).
- 1976-1979 : Georges Ricard, curé. Vicaires : Camille Testard (1976-1978), Pierre Couëty (1976-1979), Marcel Leclerc (séminariste).
- 1979-1987 : Roger Ganache et Jean Lemoine (1979-1987), Marcel Leclerc (1981-1983), curés in solidum .
- 1987-1991 : Auguste Morel, curé. Vicaires : Jean Lemoine (1987-1988), Roger Ganache (1987-1990) détaché à la Mission ouvrière, Paul Boulay (1989-1991).
- 1991-1995 : Jean Dugué, curé de Saint-Jean et Saint François. Membres de l'équipe presbytérale : Jean-Claude Dalé (1991-1995), Jean-Claude Lemaître (1991-1995). Aumônerie de l'Enseignement public : Paul Boulay (1991-1995), auxiliaire pastoral.
- 1995-1996 : Pierre Marion, curé doyen, résidant à la cathédrale. Équipe presbytérale : Jean-Claude Dalé (1995-1996), Jean-Claude Lemaître (1995-1996). Aumônerie de l'Enseignement public : Michel Leutellier (1995-1996) et Paul Boulay (1995-1996), auxiliaire pastoral.
- 1996-2002 : Claude Lohard, curé. Membres de l'équipe pastorale : Jean-Claude Dalé (1996-1999), Thierry Simon (1999-2002), Jean-Claude Lemaître (196-1997). Aumônerie de l'Enseignement public : Paul Boulay (1996-2002), auxiliaire pastoral.
- 2002-2009 : Thierry Simon, curé. Auxiliaires pastoraux : Jean-Claude Tirel (2002-2007), Richard Bernier (2007-2009), Paul Boulay (2002-2009). Associé au service pastoral : Bruno de Poncheville (diacre).
- 2009-2010 : Ange Leport, administrateur. Auxiliaires pastoraux : Richard Bernier (2009-2010), Louis Brindjonc (2009-2010), Paul Boulay (mort en décembre 2009).
- 2010-2013 : Henri Chesnel, curé. Auxiliaires pastoraux : Richard Bernier (2010-2011), Louis-Emmanuel de la Foye (2011-2014), Ange Leport, René Jolivet, Yannick Veron. Associé au service pastoral : Bruno de Poncheville (diacre).
- 2013-2014 : Olivier Roy, curé. Auxiliaires pastoraux : Louis-Emmanuel de La Foye (2013-2014), Ange Leport, René Jolivet, Yannick Veron. Associé au service pastoral : Bruno de Poncheville (diacre).
- Depuis 2014 : Patrick Gallais, curé. Auxiliaires pastoraux : Ange Leport, René Jolivet, Bruno de Poncheville (diacre).